# Наложница
Нало́жница — любовница, содержанка.

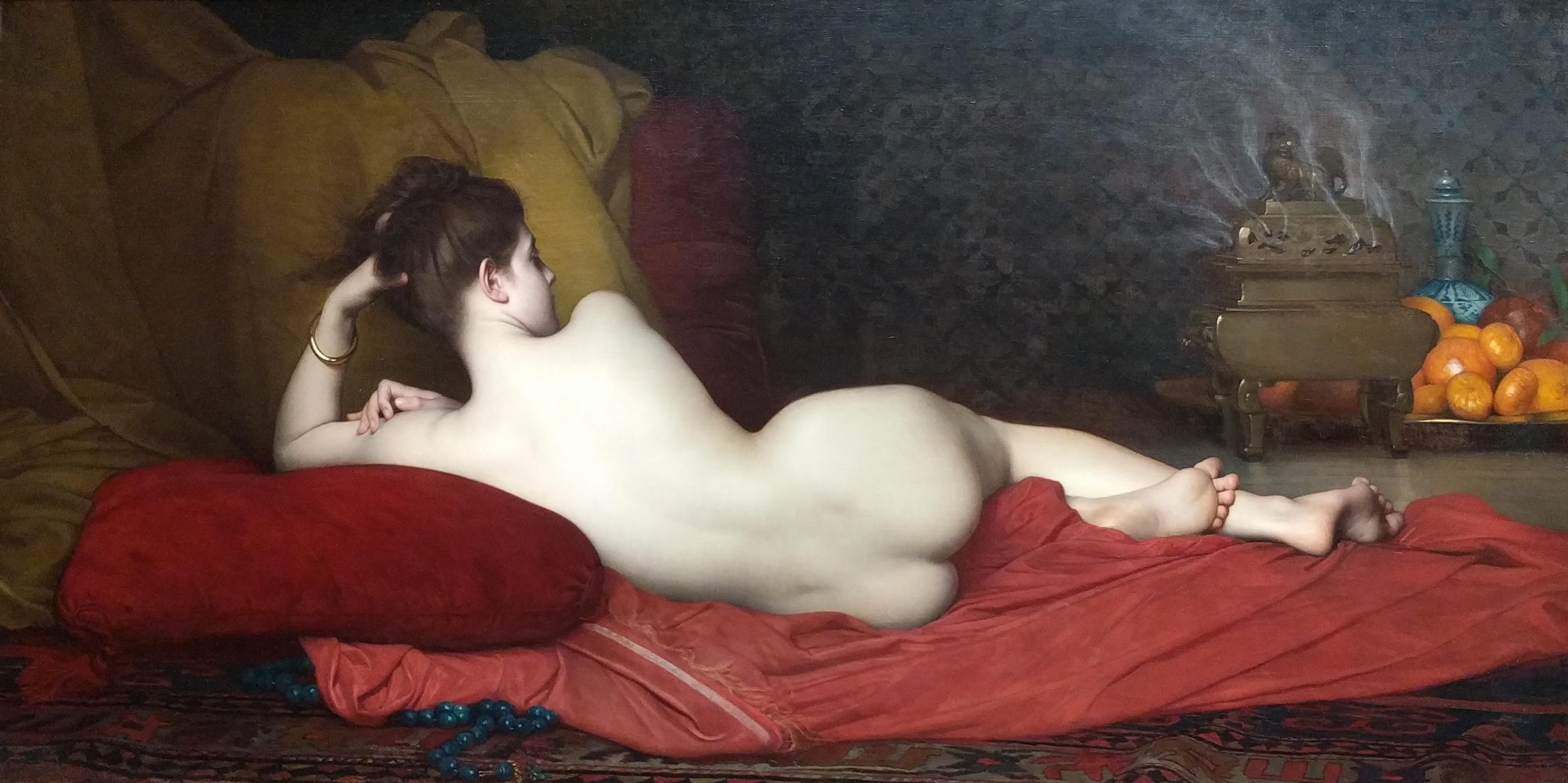
«Одалиска», Жюль Лефевр

Словарь Даля даёт следующие определения: «незаконная жена», «служанка, убирающая постель; постельница».

## В иудаизме

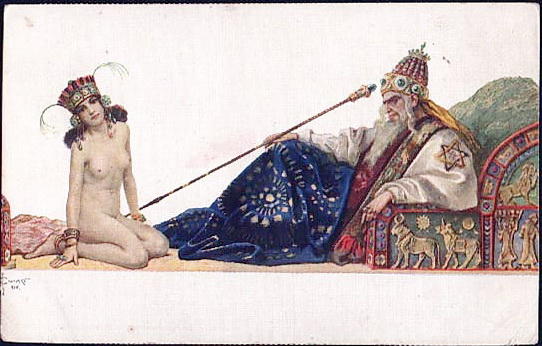
«Наложница», картина С. С. Соломко

Мужчины сынов Израилевых всегда публично признавали своих наложниц, и их наложницы пользовались теми же правами в доме, как и законные жёны.
В русских переводах Библии наложницами назывались спутницы ветхозаветных патриархов, которые им рожали детей: Хеттура (1Пар. 1:32), Валла (Быт. 35:22), Реума (наложница Нахора: Быт. 22:24) и т. д. (Быт. 25:6).
Согласно Библии, у царя Соломона было 300 наложниц (3Цар. 11:3).

## В православии
Православные богословы трактуют понятие «наложница» как жену из рабынь без брачной записи и обручения, чьи дети должны пользоваться дарами, но не имели права на наследство. Наличие наложниц у ветхозаветных святых они трактуют как их слабость, которую Бог терпел, а в настоящее время наложничество рассматривается как тяжкий грех, приравненный к блуду и прелюбодеянию.

## В исламе
Помимо законных жён, шариат предусматривает и институт наложниц. Под наложницами подразумеваются женщины побеждённого (убитого) врага. Во время войн женщины могли сопровождать своих мужей. Если их мужья погибали в бою, то они оставались одни. Они становились наложницами победителя — то есть фактически приравнивались к жене (обязательства по содержанию наложниц такие же, как и для жён), с небольшими отличиями. От официальных жён они отличаются отсутствием церемонии, согласия опекуна, отсутствием свадебного подарка, а также правами наложницы на совместно нажитое имущество и детей в случае расторжения отношений. Невольница, которая родила сына от своего господина, называется умм аль-валад («мать ребёнка»), а свободная женщина — умм аль-ибн («мать сына»). В доисламские времена, а также в первые годы распространения ислама умм аль-валад никак не выделялась среди других разрядов невольников. До запрета халифом Умаром ибн аль-Хаттабом (634—644) их можно было продавать, менять, дарить и т. п. Если господин признавал рождённого невольницей ребёнка своим сыном, то она становилась умм аль-валад. Если же он отказывался признавать, то она и её сын оставались обычными невольниками. В деловых отношениях она признавалась ограниченно дееспособной и приравнивалась к условно освобожденным невольникам (мукатаб, мудаббар). После смерти господина умм аль-валад становилась полностью свободной.

## В дохристианской Руси
В истории Древнерусского государства также есть примеры огромного количества наложниц. Например, у князя Владимира, как отмечает российский историк А. В. Коптев, было около 800 наложниц.